# Kanton Enghien-les-Bains
Kanton Enghien-les-Bains is een voormalig kanton van het Franse departement Val-d'Oise. Kanton Enghien-les-Bains maakte deel uit van het arrondissement Sarcelles en telde 43 618 inwoners (1999). Het werd opgeheven bij decreet van 17 februari 2014 met uitwerking in maart 2015.

## Gemeenten
Het kanton Enghien-les-Bains omvatte de volgende gemeenten:
- Deuil-la-Barre (20.160 inwoners)
- Enghien-les-Bains (10.368 inwoners) (hoofdplaats)
- Montmagny (13.090 inwoners)